# ریبادومیا
ریبادومیا (به اسپانیایی: Ribadumia) یک شهرستان در اسپانیا است.